# Николай Драганов
Вижте пояснителната страница за други личности с името Драганов.
Николай Илиев Драганов е български писател-белетрист.

## Биография
Николай Драганов е роден на 19 декември 1922 г. в с. Дойренци, Ловешко. Учи в родното си село. Завършва Народна мъжка гимназия „Цар Борис III“ (Ловеч) (1944). В годините на Втората световна война е активен член на РМС. През 1950 г. завършва специалност славянска филология в Софийския университет. Трудовия си път започва като учител. Работи в Радио „София“ (1951), Българска Кинохроника (1952), Окръжен народен съвет, Плевен (1953), Железопътния институт (1954) и отново в Радио „София“ (1955).
Печата първия си разказ през 1947 г. Публикува в периодичния печат. Сътрудничи на списанията „Септември“, „Наша родина“, „Български воин“, „Славяни“, „Добруджа“ и вестниците „Работническо дело“, „Литературен фронт“, „Народна култура“, „Поглед“, „Отечествен фронт“, „Народна армия“ и „Кооперативно село“.
Автор на биографични очерци, повести и разкази за деца и възрастни, между които „Празници“, „Нашата пролет я няма“, „За мен не е плакало момиче“, „Ягодова поляна“, „Тревожна обич“, „Слънцето и бялата птица“ и др.